# Epirrhoe achatina
Epirrhoe achatina es una especie de polilla de la familia Geometridae, descrita por primera vez por el entomólogo Louis Beethoven Prout en 1915, con distribución en Lesoto.

## Descripción
El patrón de las alas anteriores es marrón con múltiples líneas crenadas o festonadas. E. achatina es pequeña, con una notoria banda media y su borde distal sinuoso. Las alas posteriores son bastante largas y estrechas en comparación con otras Epirrhoe.